# Roman de gare
Roman de gare és una pel·lícula policíaca dirigida el 2006 per Claude Lelouch sota el pseudònim d'Hervé Picard, amb Dominique Pinon, Fanny Ardant i Audrey Dana.

## Argument
La història d'aquesta pel·lícula és relativament simple, però té l'espectador expectant fins al final de l'obra. Tracta la història de diversos personatges al mateix temps, però sobre distàncies diferents. El realitzador posa en escena diferents persones sense punts comuns aparents (una autora, el seu negre literari, un violador-assassí en sèrie evadit de presó, i una jove recentment deixada pel seu amic) els destins dels quals es creuen, i formen una història.

## Repartiment
- Dominique Pinon: Pierre Laclos
- Audrey Dana: Huguette, la « midinette »
- Fanny Ardant: Judith Ralitzer, escriptor, autor de Roman de gare
- Shaya Lelouch: la filla d'Huguette
- Myriam Boyer: la mare d'Huguette
- Michèle Bernier: Florence, la germana de Pierre Laclos
- Zinedine Soualem: el comissari
- Cyrille Eldin: Paul, el « promés » d'Huguette
- Gilles Lemaire: el capità del vaixell Roman de gare
- Marc Rioufol: el propietari de les vinyes a Bourgogne
- Serge Moati: ell mateix, presentant el programa literari Tournez la page
- William Leymergie: la veu de la ràdio Autoroute info
- Marine Royer: Patricia

## Al voltant de la pel·lícula
- Claude Lelouch l'ha dirigit: «Volia poder refer una pel·lícula divertint, anant a l'essència, sense sofrir la pressió del mercat o les restriccions del màrqueting de l'ofici. Demanar a Hervé Picard de ser el meu testaferro m'ha permès tenir pau durant l'any que ha durat l'escriptura del guió i la direcció... a partir del moment en què el festival em ret un homenatge, era obligat és clar de fer públic el meu petit secret. És un honor que el festival em faci una picada d'ull l'any en què celebro els meus 50 anys de cinema i la meva quarantena pel·lícula. La història d'aquesta pel·lícula, és l'única cosa que no revelaré. El repartiment: Fanny Ardant, Dominique Pinon, Audrey Dana, Myriam Boyer, Michèle Bernier, Zinedine Soualem... »
- La pel·lícula és en la selecció oficial, al Festival de Canes 2007 fora de competició, per a un homenatge reservat a Claude Lelouch en ocasió dels seus 50 anys de cinema.
- William Leymergie, del qual se sent regularment la veu al llarg de la pel·lícula, com animador de la ràdio Autopista informació, era davant la càmera de Lelouch una desena d'anys abans, al paper de Toureiffel per a la versió «vingtième siècle» de Les Misérables el 1995.
- L'emissió literària fictícia Tounez la page animada per Sergé Moati ha estat rodada al Ciné 13, el cinema de Claude Lelouch a París. És en aquest cinema on Paul Amar ha animat durant diversos anys l'emissió Recto-Verso a París Première

## Premis i nominacions
- La pel·lícula és en selecció oficial al Festival de Cannes 2007 fora de competició.

## Nominacions
- Premi César 2008 a la millor actriu promesa per Audrey Dana